# Río Aysén
Der Río Aysén, historisch bis 2008 auch Río Aisén, ist ein Fluss in Westpatagonien im Süden von Chile.
Er entsteht durch den Zusammenfluss des Río Mañihuales und des Río Simpson. Auf seiner Gesamtlänge von nur 26 km fließt er in westlicher Richtung, die Kleinstadt Puerto Aysén durchquerend, bis zu seiner Mündung in den Aysén-Fjord. Sein Einzugsgebiet umfasst rund 11.400 km² zwischen der chilenischen Küste im Westen und dem Grenzgebiet mit Argentinien im Osten. Er entsteht durch den Zusammenfluss seiner beiden Quellflüsse Río Mañihuales mit 62 km Länge und Río Simpson mit 88 km Länge. Die wichtigsten Zuflüsse sind der Río Blanco mit 36 km Länge und der Río Los Palos mit 8 km Länge.

## Entdeckung
Schon im 17. Jahrhundert war die Existenz eines großen Flusses bekannt, der seine Mündung in der Nähe des 45. Breitengrades an der Küste Westpatagoniens hat. 1646 fand dieser seine erste literarische Erwähnung durch den Jesuiten Alonso de Ovalle unter dem Namen Río de los Rabudos (‚Fluss der Langschwänzigen‘), benannt nach der Bezeichnung die die Spanier den Ureinwohnern in der Region gaben. Mit diesem Namen, oder in Abwandlung mit Río de los Barbudos (‚Fluss der Bärtigen‘), ist der Fluss in vielen Karten aus dem 17. und 18. Jahrhundert eingezeichnet.
1763 gelangte der Jesuit Vicuña auf einer Missionsreise zum Aysén-Fjord und fuhr dort vier Tage lang auch über den Río Aysén, soweit er mit seinem kleinen Boot befahrbar war. Seine Beobachtungen fanden Eingang in die Karte zum Reisebericht einer anderen Missionsreise die der Jesuit José García Alsué im Südsommer 1766/67 durchführte. In dieser Karte wird der Aysén-Fjord als Estero Aysén bezeichnet, in den ein Fluss namens Río de los Desamparados (‚Fluss der Schutzlosen‘) mündet. Damals wurde angenommen, dass er seine Quelle am Fuß des Vulkans San Clemente hätte. Die Einwohner dieser Region waren die Chonos, die in vielen kleinen Gruppen, meist auf den vorgelagerten Inseln lebten. Die Chonos bezeichneten die Region um den Fluss herum als Aisén.